# Ваздухопловна база Муди
Ваздухопловна база Муди (енгл. Moody Air Force Base) насељено је место без административног статуса у америчкој савезној држави Џорџија.

## Демографија
По попису из 2010. године број становника је 886, што је 107 (-10,8%) становника мање него 2000. године.
| Група             | 2000.       | 2010.       |
| Белци             | 643 (64,8%) | 582 (65,7%) |
| Афроамериканци    | 231 (23,3%) | 140 (15,8%) |
| Азијати           | 25 (2,5%)   | 14 (1,6%)   |
| Хиспаноамериканци | 75 (7,6%)   | 101 (11,4%) |
| Укупно            | 993         | 886         |